# Suszyna (Pieniny)
 
Suszyna – polana na głównym grzbiecie Pienin Czorsztyńskich pomiędzy Kozią Górą a Macelakiem. Suszyną nazywa się południowy stok z łąkami opadającymi do wzniesień Rabsztyn i Stronia oraz stok zachodni. Jest suchy (stąd jego nazwa), woda bowiem wsiąka głęboko w porowatym wapiennym podłożu. Porastają go murawy z wapieniolubnymi i ciepłolubnymi gatunkami roślin. Na północnym stoku znajduje się polana Miedza. Józef Nyka podaje, że dawniej Suszyna i Miedza była dużym kompleksem łąk o nazwie Nowiny. Administracyjnie stoki południowe należą do wsi Sromowce Wyżne w województwie małopolskim, w powiecie nowotarskim, w gminie Czorsztyn.
Suszyna znajduje się przy szlaku turystycznym i jest bardzo dobrym punktem widokowym, widoki stąd obejmują niemal cały horyzont. W południowym kierunku dobra panorama na Tatry i Magurę Spiską.

## szlaki turystyczne
– z Czorsztyna przez przełęcz Osice, Suszynę, Macelak, Trzy Kopce na przełęcz Szopkę.

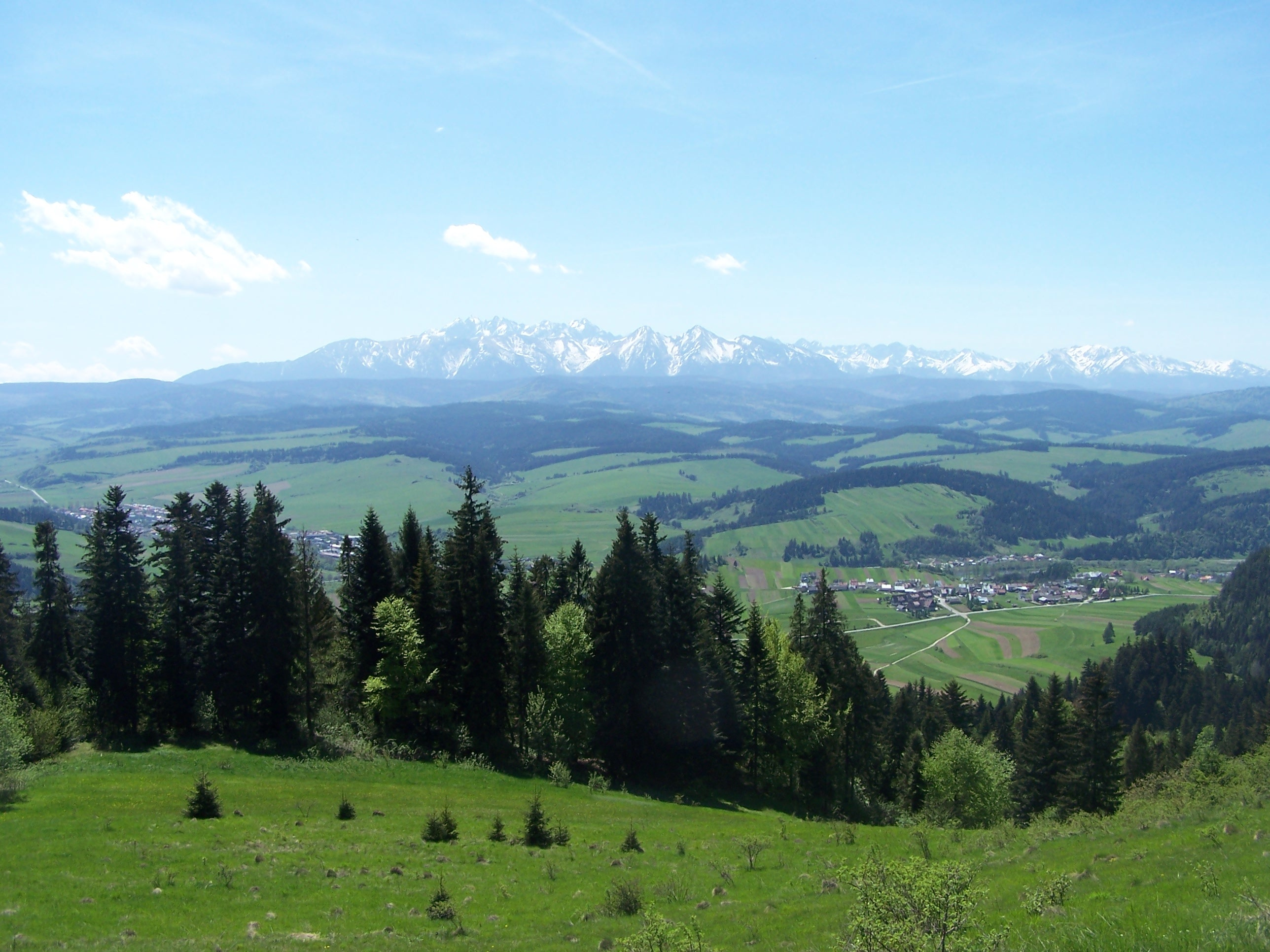
Suszyna i widok na Tatry
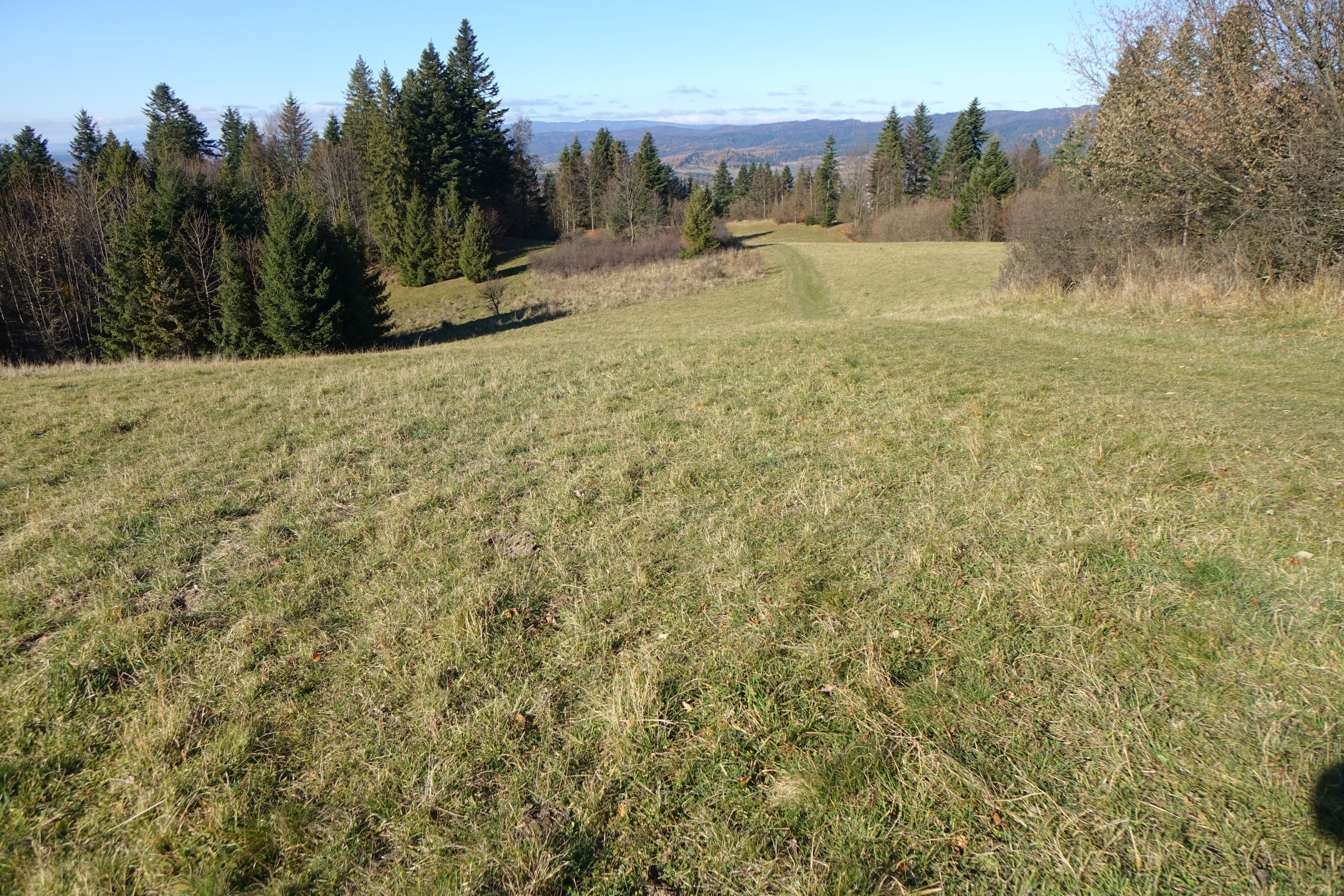
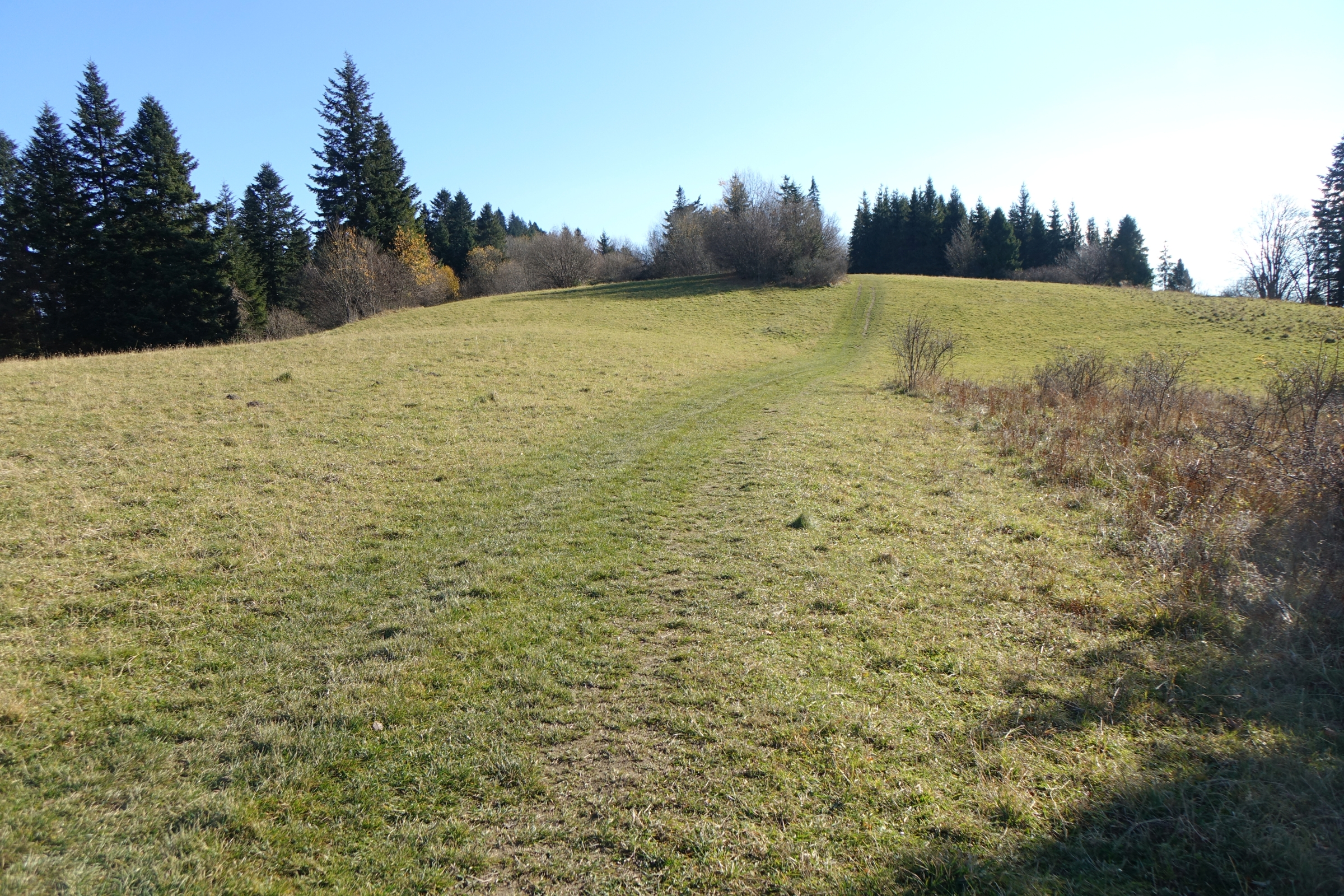
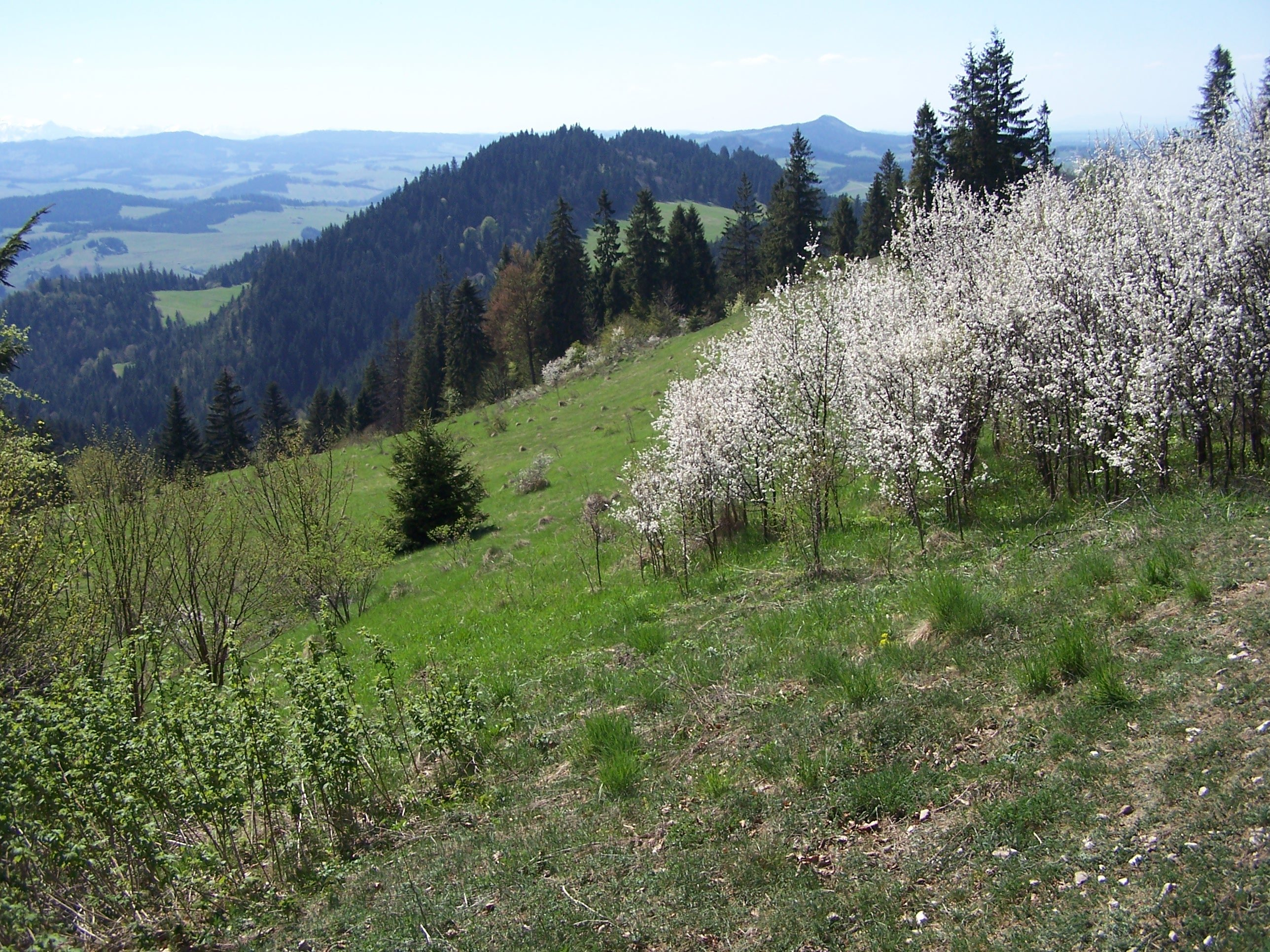